# UEFA Europa League 2023-2024
L'UEFA Europa League 2023-2024 è stata la 53ª edizione (la 15ª con la formula attuale) della UEFA Europa League (già Coppa UEFA), organizzata dalla UEFA. Il torneo è iniziato l'8 agosto 2023 e si è concluso il 22 maggio 2024 con la finale all'Aviva Stadium di Dublino, in Irlanda. Il Siviglia era la squadra campione in carica, avendo vinto l'edizione precedente.
Il torneo è stato vinto dagli italiani dell'Atalanta, che nella finale hanno battuto i tedeschi del Bayer Leverkusen per 3-0, al primo successo nella competizione. La squadra di Bergamo è stata la prima società italiana a vincere la competizione da quando questa ha assunto l'attuale denominazione (l'ultima italiana a vincerla in senso generale fu il Parma nel 1999, quando era ancora denominata "Coppa UEFA"). I vincitori hanno ottenuto la possibilità di sfidare i vincitori della UEFA Champions League 2023-2024, gli spagnoli del Real Madrid, nella Supercoppa UEFA 2024.
Questa edizione è stata l'ultima con il formato di 32 squadre partecipanti alla fase a gironi, dopo che la UEFA aveva annunciato un nuovo formato, introdotto per l'edizione successiva, che prevede un girono unico a 36 squadre (denominato "Fase campionato"). Poiché, a causa del cambio di format, nessun club partecipante al girone unico della UEFA Champions League potrà più essere trasferito alla UEFA Europa League, a partire dalla prossima edizione i vincitori non avranno più la possibilità di difendere il titolo conquistato nella stagione precedente.

## Squadre partecipanti
Considerando i turni preliminari e il turno eliminatorio successivo alla fase a gironi, saranno in tutto 57 le squadre partecipanti alla UEFA Europa League 2023-2024, provenienti da un massimo di 36 Paesi associati e membri della UEFA, fatta eccezione per Russia e Liechtenstein (quest'ultima non organizza un campionato nazionale e può iscrivere solo la vincitrice della coppa nazionale alla Conference League data la classifica della federazione nel ranking). Il ranking dei campionati europei è basato sul coefficiente UEFA, il quale determina il numero di squadre che avranno diritto di giocarsi e partecipare alla competizione. Questo è il numero di squadre che parteciperanno per ogni nazione:
| Posizione della federazione in base al coefficiente UEFA per nazioni | Numero di squadre partecipanti |
| -------------------------------------------------------------------- | ------------------------------ |
| 1-5                                                                  | 2                              |
| 6-16                                                                 | 1                              |

In aggiunta, 28 squadre eliminate nei turni di qualificazione di Champions League verranno trasferite in Europa League, mentre le 8 squadre terze classificate nei rispettivi gironi di Champions League saranno qualificate al turno di spareggio ad eliminazione diretta successivo alla fase a gironi.
La vincitrice della UEFA Europa Conference League 2022-2023 ha un posto garantito per la fase a gironi.
|                             |                  | Squadre che accedono nel turno | Squadre provenienti dal turno precedente                                      | Squadre provenienti dalla Champions League |
| --------------------------- | ---------------- | --- | ----------------------------------------------------------------------------- | --- |
| Terzo turno                 | Campioni         | |                                                                               | - 10 eliminate del secondo turno Campioni di Champions League |
| Terzo turno                 | Piazzate         | - 2 vincitori della coppa nazionale dalle federazioni 15-16 |                                                                               | - 2 eliminate del secondo turno Piazzate di Champions League |
| Spareggi                    | Spareggi         | - 7 vincitori della coppa nazionale dalle federazioni 7-14 | - 5 vincitori del terzo turno Campioni - 2 vincitori del terzo turno Piazzate | - 6 eliminate del terzo turno Campioni di Champions League |
| Fase a gironi               | Fase a gironi    | - Detentore del titolo di Europa Conference League - 6 vincitori della coppa nazionale dalle federazioni 1-6 - La quarta classificata dalla federazione 5 - 4 quinte classificate dalle federazioni 1-4 | - 10 vincitori degli spareggi                                                 | - 4 eliminate degli spareggi Campioni di Champions League - 2 eliminate degli spareggi Piazzate di Champions League - 4 eliminate del terzo turno Piazzate di Champions League |
| Fase a eliminazione diretta | Spareggi         | | - 8 seconde classificate dei gironi nella fase a gruppi                       | - 8 terze classificate dei gironi nella fase a gruppi di Champions League |
| Fase a eliminazione diretta | Ottavi di finale | | - 8 vincitori dei gironi nella fase a gruppi - 8 vincitori degli spareggi     | |

A causa della sospensione della Russia per la stagione europea 2023-2024 sono state apportate le seguenti modifiche alla lista di accesso:
- Le vincitrici delle coppe delle federazioni 13 (Belgio) e 14 (Svizzera) accedono agli spareggi invece che al terzo turno di qualificazione.
- Le vincitrici delle coppe dell'Associazione 16 (Repubblica Ceca) accedono al terzo turno di qualificazione anziché al secondo turno di qualificazione di Europa Conference League.

### Ranking UEFA
Per la UEFA Europa League 2023-2024, le federazioni avranno un numero di squadre determinato dal coefficiente UEFA del 2022, che prende in esame le loro prestazioni nelle competizioni europee dalla stagione 2017-2018 alla stagione 2021-2022.
| Rank | Federazione     | Coeff.  | Squadre |
| ---- | --------------- | ------- | ------- |
| 1    | Inghilterra     | 106.641 | 2+1     |
| 2    | Spagna          | 96.141  | 2       |
| 3    | Italia          | 76.902  | 2       |
| 4    | Germania        | 75.213  | 2       |
| 5    | Francia         | 60.081  | 2       |
| 6    | Portogallo      | 53.382  | 1       |
| 7    | Paesi Bassi     | 49.300  | 1       |
| 8    | Austria         | 38.850  | 1       |
| 9    | Scozia          | 36.900  | 1       |
| 10   | Russia          | 34.482  | 0       |
| 11   | Serbia          | 33.375  | 1       |
| 12   | Ucraina         | 31.800  | 1       |
| 13   | Belgio          | 30.600  | 1       |
| 14   | Svizzera        | 29.675  | 1       |
| 15   | Grecia          | 28.200  | 1       |
| 16   | Repubblica Ceca | 27.800  | 1       |
| 17   | Norvegia        | 27.250  | 0       |
| 18   | Danimarca       | 27.175  | 0       |
| 19   | Croazia         | 27.150  | 0       |

| Rank | Federazione          | Coeff. | Squadre |
| ---- | -------------------- | ------ | ------- |
| 20   | Turchia              | 27.100 | 0       |
| 21   | Cipro                | 26.375 | 0       |
| 22   | Israele              | 24.375 | 0       |
| 23   | Svezia               | 22.875 | 0       |
| 24   | Bulgaria             | 19.500 | 0       |
| 25   | Romania              | 17.150 | 0       |
| 26   | Azerbaigian          | 17.000 | 0       |
| 27   | Ungheria             | 16.375 | 0       |
| 28   | Polonia              | 15.875 | 0       |
| 29   | Kazakistan           | 15.750 | 0       |
| 30   | Slovacchia           | 15.625 | 0       |
| 31   | Slovenia             | 15.000 | 0       |
| 32   | Bielorussia          | 12.500 | 0       |
| 33   | Moldavia             | 11.250 | 0       |
| 34   | Lituania             | 10.000 | 0       |
| 35   | Bosnia ed Erzegovina | 9.125  | 0       |
| 36   | Finlandia            | 8.875  | 0       |
| 37   | Lussemburgo          | 8.750  | 0       |
| 38   | Lettonia             | 8.625  | 0       |

| Rank | Federazione        | Coeff. | Squadre |
| ---- | ------------------ | ------ | ------- |
| 39   | Kosovo             | 8.166  | 0       |
| 40   | Irlanda            | 8.125  | 0       |
| 41   | Armenia            | 8.125  | 0       |
| 42   | Irlanda del Nord   | 8.083  | 0       |
| 43   | Albania            | 8.000  | 0       |
| 44   | Fær Øer            | 7.250  | 0       |
| 45   | Estonia            | 7.041  | 0       |
| 46   | Malta              | 7.000  | 0       |
| 47   | Georgia            | 7.000  | 0       |
| 48   | Macedonia del Nord | 7.000  | 0       |
| 49   | Liechtenstein      | 6.500  | 0       |
| 50   | Galles             | 5.500  | 0       |
| 51   | Gibilterra         | 5.416  | 0       |
| 52   | Islanda            | 5.375  | 0       |
| 53   | Montenegro         | 4.875  | 0       |
| 54   | Andorra            | 4.665  | 0       |
| 55   | San Marino         | 1.332  | 0       |

### Squadre partecipanti
Tra parentesi viene indicata la modalità secondo cui le squadre hanno ottenuto la qualificazione.
- ECL-Vincitore della Conference League
- CW-Vincitore della coppa nazionale o della coppa di lega
- UCL-Squadre partecipanti provenienti dalla UEFA Champions League
- UEL-Squadre partecipanti provenienti dalla UEFA Europa League
  - GS-Terze classificate nella fase a gironi
  - PO-Perdenti nel turno degli spareggi
  - Q3-Perdenti nel terzo turno
  - Q2-Perdenti nel secondo turno

| Fase a eliminazione diretta  | Fase a eliminazione diretta | Fase a eliminazione diretta | Fase a eliminazione diretta |
| ---------------------------- | --------------------------- | --------------------------- | --------------------------- |
| Galatasaray (UCL GS)         | Lens (UCL GS)               | Braga (UCL GS)              | Benfica (UCL GS)            |
| Feyenoord (UCL GS)           | Milan (UCL GS)              | Young Boys (UCL GS)         | Šachtar (UCL GS)            |
| Fase a gironi                |                             |                             |                             |
| West Ham UtdECL (14º)        | Liverpool (5º)              | Brighton (6º)               | Villarreal (5º)             |
| Betis (6º)                   | Atalanta (5º)               | Roma (6º)                   | Friburgo (5º)               |
| Bayer Leverkusen (6º)        | TolosaCW (13º)              | Rennes (4º)                 | Sporting Lisbona (4º)       |
| Maccabi Haifa (UCL PO)       | Panathīnaïkos (UCL PO)      | Molde (UCL PO)              | AEK Atene (UCL PO)          |
| Raków Częstochowa (UCL PO)   | Rangers (UCL PO)            | TSC Bačka Topola (UCL Q3)   | Servette (UCL Q3)           |
| Olympique Marsiglia (UCL Q3) | Sturm Graz (UCL Q3)         |                             |                             |
| Spareggi                     |                             |                             |                             |
| Ajax (3º)                    | LASK (3º)                   | Aberdeen (3º)               | Čukarički (3º)              |
| Zorja (3º)                   | Union Saint-Gilloise (3º)   | Lugano (3º)                 | Arīs Limassol (UCL Q3)      |
| Slovan Bratislava (UCL Q3)   | Olimpia Lubiana (UCL Q3)    | Sparta Praga (UCL Q3)       | KÍ Klaksvík (UCL Q3)        |
| Dinamo Zagabria (UCL Q3)     |                             |                             |                             |
| Terzo turno                  |                             |                             |                             |
| Campioni                     | Campioni                    | Piazzate                    | Piazzate                    |
| BATĖ Borisov (UCL Q2)        | Ludogorec (UCL Q2)          | Olympiacos (3º)             | Slavia Praga (CW)           |
| Zrinjski Mostar (UCL Q2)     | Astana (UCL Q2)             | Dnipro-1 (UCL Q2)           | Genk (UCL Q2)               |
| Qarabağ (UCL Q2)             | Žalgiris (UCL Q2)           |                             |                             |
| HJK (UCL Q2)                 | Häcken (UCL Q2)             |                             |                             |
| Breiðablik (UCL Q2)          | Sheriff Tiraspol (UCL Q2)   |                             |                             |

## Date
Il programma della competizione è il seguente. Tutti i sorteggi si tengono nel quartier generale dell'UEFA a Nyon, tranne quello della fase a gironi a Monaco.
| Fase                        | Turno            | Sorteggio                  | Andata                                     | Ritorno                                    |
| --------------------------- | ---------------- | -------------------------- | ------------------------------------------ | ------------------------------------------ |
| Qualificazioni              | Terzo turno      | 24 luglio 2023 (Nyon)      | 8-10 agosto 2023                           | 17 agosto 2023                             |
| Qualificazioni              | Spareggi         | 7 agosto 2023 (Nyon)       | 24 agosto 2023                             | 31 agosto 2023                             |
| Fase a gironi               | Prima giornata   | 1º settembre 2023 (Monaco) | 21 settembre 2023                          | 21 settembre 2023                          |
| Fase a gironi               | Seconda giornata | 1º settembre 2023 (Monaco) | 5 ottobre 2023                             | 5 ottobre 2023                             |
| Fase a gironi               | Terza giornata   | 1º settembre 2023 (Monaco) | 26 ottobre 2023                            | 26 ottobre 2023                            |
| Fase a gironi               | Quarta giornata  | 1º settembre 2023 (Monaco) | 9 novembre 2023                            | 9 novembre 2023                            |
| Fase a gironi               | Quinta giornata  | 1º settembre 2023 (Monaco) | 30 novembre 2023                           | 30 novembre 2023                           |
| Fase a gironi               | Sesta giornata   | 1º settembre 2023 (Monaco) | 14 dicembre 2023                           | 14 dicembre 2023                           |
| Fase a eliminazione diretta | Spareggi         | 18 dicembre 2023 (Nyon)    | 15 febbraio 2024                           | 22 febbraio 2024                           |
| Fase a eliminazione diretta | Ottavi di finale | 23 febbraio 2024 (Nyon)    | 6-7 marzo 2024                             | 14 marzo 2024                              |
| Fase a eliminazione diretta | Quarti di finale | 15 marzo 2024 (Nyon)       | 11 aprile 2024                             | 18 aprile 2024                             |
| Fase a eliminazione diretta | Semifinali       | 15 marzo 2024 (Nyon)       | 2 maggio 2024                              | 9 maggio 2024                              |
| Fase a eliminazione diretta | Finale           | 15 marzo 2024 (Nyon)       | 22 maggio 2024 all'Aviva Stadium (Dublino) | 22 maggio 2024 all'Aviva Stadium (Dublino) |

## Partite

### Qualificazioni

#### Terzo turno di qualificazione
| Squadra 1        | Totale   | Squadra 2    | Andata   | Ritorno  |
| Campioni         | Campioni | Campioni     | Campioni | Campioni |
| ---------------- | -------- | ------------ | -------- | -------- |
| Žalgiris         | 1 - 8    | Häcken       | 1 - 3    | 0 - 5    |
| Qarabağ          | 4 - 2    | HJK          | 2 - 1    | 2 - 1    |
| Zrinjski Mostar  | 6 - 3    | Breiðablik   | 6 - 2    | 0 - 1    |
| Sheriff Tiraspol | 7 - 3    | BATĖ Borisov | 5 - 1    | 2 - 2    |
| Astana           | 3 - 6    | Ludogorec    | 2 - 1    | 1 - 5    |
| Piazzate         |          |              |          |          |
| Olympiacos       | 2 - 1    | Genk         | 1 - 0    | 1 - 1    |
| Slavia Praga     | 4 - 1    | Dnipro-1     | 3 - 0    | 1 - 1    |

#### Spareggi
| Squadra 1            | Totale | Squadra 2        | Andata | Ritorno |
| -------------------- | ------ | ---------------- | ------ | ------- |
| Slavia Praga         | 3 - 2  | Zorja            | 2 - 0  | 1 - 2   |
| Olympiacos           | 6 - 1  | Čukarički        | 3 - 1  | 3 - 0   |
| Union Saint-Gilloise | 3 - 0  | Lugano           | 2 - 0  | 1 - 0   |
| Ludogorec            | 2 - 4  | Ajax             | 1 - 4  | 1 - 0   |
| Häcken               | 5 - 3  | Aberdeen         | 2 - 2  | 3 - 1   |
| LASK                 | 3 - 2  | Zrinjski Mostar  | 2 - 1  | 1 - 1   |
| KÍ Klaksvík          | 2 - 3  | Sheriff Tiraspol | 1 - 1  | 1 - 2   |
| Olimpia Lubiana      | 1 - 3  | Qarabağ          | 0 - 2  | 1 - 1   |
| Slovan Bratislava    | 4 - 7  | Arīs Limassol    | 2 - 1  | 2 - 6   |
| Dinamo Zagabria      | 4 - 5  | Sparta Praga     | 3 - 1  | 1 - 4   |

### UEFA Europa League

#### Fase a gironi

##### Gruppo A
| Squadra          | Pt | G | V | N | P | GF | GS | DG  |
| ---------------- | -- | - | - | - | - | -- | -- | --- |
| West Ham Utd     | 15 | 6 | 5 | 0 | 1 | 10 | 4  | +6  |
| Friburgo         | 12 | 6 | 4 | 0 | 2 | 17 | 7  | +10 |
| Olympiacos       | 7  | 6 | 2 | 1 | 3 | 11 | 14 | -3  |
| TSC Bačka Topola | 1  | 6 | 0 | 1 | 5 | 6  | 19 | -13 |

| Squadra 1        | Risultato   | Squadra 2        |
| 1ª giornata      | 1ª giornata | 1ª giornata      |
| ---------------- | ----------- | ---------------- |
| West Ham Utd     | 3 - 1       | TSC Bačka Topola |
| Olympiacos       | 2 - 3       | Friburgo         |
| 2ª giornata      |             |                  |
| Friburgo         | 1 - 2       | West Ham Utd     |
| TSC Bačka Topola | 2 - 2       | Olympiacos       |
| 3ª giornata      |             |                  |
| Olympiacos       | 2 - 1       | West Ham Utd     |
| TSC Bačka Topola | 1 - 3       | Friburgo         |
| 4ª giornata      |             |                  |
| Friburgo         | 5 - 0       | TSC Bačka Topola |
| West Ham Utd     | 1 - 0       | Olympiacos       |
| 5ª giornata      |             |                  |
| Friburgo         | 5 - 0       | Olympiacos       |
| TSC Bačka Topola | 0 - 1       | West Ham Utd     |
| 6ª giornata      |             |                  |
| West Ham Utd     | 2 - 0       | Friburgo         |
| Olympiacos       | 5 - 2       | TSC Bačka Topola |

##### Gruppo B
| Squadra             | Pt | G | V | N | P | GF | GS | DG |
| ------------------- | -- | - | - | - | - | -- | -- | -- |
| Brighton            | 13 | 6 | 4 | 1 | 1 | 10 | 5  | +5 |
| Olympique Marsiglia | 11 | 6 | 3 | 2 | 1 | 14 | 10 | +4 |
| Ajax                | 5  | 6 | 1 | 2 | 3 | 10 | 13 | -3 |
| AEK Atene           | 4  | 6 | 1 | 1 | 4 | 6  | 12 | -6 |

| Squadra 1           | Risultato   | Squadra 2           |
| 1ª giornata         | 1ª giornata | 1ª giornata         |
| ------------------- | ----------- | ------------------- |
| Ajax                | 3 - 3       | Olympique Marsiglia |
| Brighton            | 2 - 3       | AEK Atene           |
| 2ª giornata         |             |                     |
| Olympique Marsiglia | 2 - 2       | Brighton            |
| AEK Atene           | 1 - 1       | Ajax                |
| 3ª giornata         |             |                     |
| Olympique Marsiglia | 3 - 1       | AEK Atene           |
| Brighton            | 2 - 0       | Ajax                |
| 4ª giornata         |             |                     |
| Ajax                | 0 - 2       | Brighton            |
| AEK Atene           | 0 - 2       | Olympique Marsiglia |
| 5ª giornata         |             |                     |
| AEK Atene           | 0 - 1       | Brighton            |
| Olympique Marsiglia | 4 - 3       | Ajax                |
| 6ª giornata         |             |                     |
| Ajax                | 3 - 1       | AEK Atene           |
| Brighton            | 1 - 0       | Olympique Marsiglia |

##### Gruppo C
| Squadra       | Pt | G | V | N | P | GF | GS | DG |
| ------------- | -- | - | - | - | - | -- | -- | -- |
| Rangers       | 11 | 6 | 3 | 2 | 1 | 8  | 6  | +2 |
| Sparta Praga  | 10 | 6 | 3 | 1 | 2 | 9  | 7  | +2 |
| Betis         | 9  | 6 | 3 | 0 | 3 | 9  | 7  | +2 |
| Arīs Limassol | 4  | 6 | 1 | 1 | 4 | 7  | 13 | -6 |

| Squadra 1     | Risultato   | Squadra 2     |
| 1ª giornata   | 1ª giornata | 1ª giornata   |
| ------------- | ----------- | ------------- |
| Sparta Praga  | 3 - 2       | Arīs Limassol |
| Rangers       | 1 - 0       | Betis         |
| 2ª giornata   |             |               |
| Betis         | 2 - 1       | Sparta Praga  |
| Arīs Limassol | 2 - 1       | Rangers       |
| 3ª giornata   |             |               |
| Sparta Praga  | 0 - 0       | Rangers       |
| Arīs Limassol | 0 - 1       | Betis         |
| 4ª giornata   |             |               |
| Betis         | 4 - 1       | Arīs Limassol |
| Rangers       | 2 - 1       | Sparta Praga  |
| 5ª giornata   |             |               |
| Sparta Praga  | 1 - 0       | Betis         |
| Rangers       | 1 - 1       | Arīs Limassol |
| 6ª giornata   |             |               |
| Betis         | 2 - 3       | Rangers       |
| Arīs Limassol | 1 - 3       | Sparta Praga  |

##### Gruppo D
| Squadra           | Pt | G | V | N | P | GF | GS | DG |
| ----------------- | -- | - | - | - | - | -- | -- | -- |
| Atalanta          | 14 | 6 | 4 | 2 | 0 | 12 | 4  | +8 |
| Sporting Lisbona  | 11 | 6 | 3 | 2 | 1 | 10 | 6  | +4 |
| Sturm Graz        | 4  | 6 | 1 | 1 | 4 | 4  | 9  | -5 |
| Raków Częstochowa | 4  | 6 | 1 | 1 | 4 | 3  | 10 | -7 |

| Squadra 1         | Risultato   | Squadra 2         |
| 1ª giornata       | 1ª giornata | 1ª giornata       |
| ----------------- | ----------- | ----------------- |
| Atalanta          | 2 - 0       | Raków Częstochowa |
| Sturm Graz        | 1 - 2       | Sporting Lisbona  |
| 2ª giornata       |             |                   |
| Sporting Lisbona  | 1 - 2       | Atalanta          |
| Raków Częstochowa | 0 - 1       | Sturm Graz        |
| 3ª giornata       |             |                   |
| Sturm Graz        | 2 - 2       | Atalanta          |
| Raków Częstochowa | 1 - 1       | Sporting Lisbona  |
| 4ª giornata       |             |                   |
| Atalanta          | 1 - 0       | Sturm Graz        |
| Sporting Lisbona  | 2 - 1       | Raków Częstochowa |
| 5ª giornata       |             |                   |
| Atalanta          | 1 - 1       | Sporting Lisbona  |
| Sturm Graz        | 0 - 1       | Raków Częstochowa |
| 6ª giornata       |             |                   |
| Sporting Lisbona  | 3 - 0       | Sturm Graz        |
| Raków Częstochowa | 0 - 4       | Atalanta          |

##### Gruppo E
| Squadra              | Pt | G | V | N | P | GF | GS | DG  |
| -------------------- | -- | - | - | - | - | -- | -- | --- |
| Liverpool            | 12 | 6 | 4 | 0 | 2 | 17 | 7  | +10 |
| Tolosa               | 11 | 6 | 3 | 2 | 1 | 8  | 9  | -1  |
| Union Saint-Gilloise | 8  | 6 | 2 | 2 | 2 | 5  | 8  | -3  |
| LASK                 | 3  | 6 | 1 | 0 | 5 | 6  | 12 | -6  |

| Squadra 1            | Risultato   | Squadra 2            |
| 1ª giornata          | 1ª giornata | 1ª giornata          |
| -------------------- | ----------- | -------------------- |
| LASK                 | 1 - 3       | Liverpool            |
| Union Saint-Gilloise | 1 - 1       | Tolosa               |
| 2ª giornata          |             |                      |
| Liverpool            | 2 - 0       | Union Saint-Gilloise |
| Tolosa               | 1 - 0       | LASK                 |
| 3ª giornata          |             |                      |
| Union Saint-Gilloise | 2 - 1       | LASK                 |
| Liverpool            | 5 - 1       | Tolosa               |
| 4ª giornata          |             |                      |
| LASK                 | 3 - 0       | Union Saint-Gilloise |
| Tolosa               | 3 - 2       | Liverpool            |
| 5ª giornata          |             |                      |
| Liverpool            | 4 - 0       | LASK                 |
| Tolosa               | 0 - 0       | Union Saint-Gilloise |
| 6ª giornata          |             |                      |
| Union Saint-Gilloise | 2 - 1       | Liverpool            |
| LASK                 | 1 - 2       | Tolosa               |

##### Gruppo F
| Squadra       | Pt | G | V | N | P | GF | GS | DG |
| ------------- | -- | - | - | - | - | -- | -- | -- |
| Villarreal    | 13 | 6 | 4 | 1 | 1 | 9  | 7  | +2 |
| Rennes        | 12 | 6 | 4 | 0 | 2 | 13 | 6  | +7 |
| Maccabi Haifa | 5  | 6 | 1 | 2 | 3 | 3  | 9  | -6 |
| Panathīnaïkos | 4  | 6 | 1 | 1 | 4 | 7  | 10 | -3 |

| Squadra 1     | Risultato   | Squadra 2     |
| 1ª giornata   | 1ª giornata | 1ª giornata   |
| ------------- | ----------- | ------------- |
| Rennes        | 3 - 0       | Maccabi Haifa |
| Panathīnaïkos | 2 - 0       | Villarreal    |
| 2ª giornata   |             |               |
| Villarreal    | 1 - 0       | Rennes        |
| Maccabi Haifa | 0 - 0       | Panathīnaïkos |
| 3ª giornata   |             |               |
| Panathīnaïkos | 1 - 2       | Rennes        |
| Villarreal    | 0 - 0       | Maccabi Haifa |
| 4ª giornata   |             |               |
| Rennes        | 3 - 1       | Panathīnaïkos |
| Maccabi Haifa | 1 - 2       | Villarreal    |
| 5ª giornata   |             |               |
| Maccabi Haifa | 0 - 3       | Rennes        |
| Villarreal    | 3 - 2       | Panathīnaïkos |
| 6ª giornata   |             |               |
| Rennes        | 2 - 3       | Villarreal    |
| Panathīnaïkos | 1 - 2       | Maccabi Haifa |

##### Gruppo G
| Squadra          | Pt | G | V | N | P | GF | GS | DG  |
| ---------------- | -- | - | - | - | - | -- | -- | --- |
| Slavia Praga     | 15 | 6 | 5 | 0 | 1 | 17 | 4  | +13 |
| Roma             | 13 | 6 | 4 | 1 | 1 | 12 | 4  | +8  |
| Servette         | 5  | 6 | 1 | 2 | 3 | 4  | 13 | -9  |
| Sheriff Tiraspol | 1  | 6 | 0 | 1 | 5 | 5  | 17 | -12 |

| Squadra 1        | Risultato   | Squadra 2        |
| 1ª giornata      | 1ª giornata | 1ª giornata      |
| ---------------- | ----------- | ---------------- |
| Servette         | 0 - 2       | Slavia Praga     |
| Sheriff Tiraspol | 1 - 2       | Roma             |
| 2ª giornata      |             |                  |
| Roma             | 4 - 0       | Servette         |
| Slavia Praga     | 6 - 0       | Sheriff Tiraspol |
| 3ª giornata      |             |                  |
| Roma             | 2 - 0       | Slavia Praga     |
| Sheriff Tiraspol | 1 - 1       | Servette         |
| 4ª giornata      |             |                  |
| Servette         | 2 - 1       | Sheriff Tiraspol |
| Slavia Praga     | 2 - 0       | Roma             |
| 5ª giornata      |             |                  |
| Servette         | 1 - 1       | Roma             |
| Sheriff Tiraspol | 2 - 3       | Slavia Praga     |
| 6ª giornata      |             |                  |
| Roma             | 3 - 0       | Sheriff Tiraspol |
| Slavia Praga     | 4 - 0       | Servette         |

##### Gruppo H
| Squadra          | Pt | G | V | N | P | GF | GS | DG  |
| ---------------- | -- | - | - | - | - | -- | -- | --- |
| Bayer Leverkusen | 18 | 6 | 6 | 0 | 0 | 19 | 3  | +16 |
| Qarabağ          | 10 | 6 | 3 | 1 | 2 | 7  | 9  | -2  |
| Molde            | 7  | 6 | 2 | 1 | 3 | 12 | 12 | 0   |
| Häcken           | 0  | 6 | 0 | 0 | 6 | 3  | 17 | -14 |

| Squadra 1        | Risultato   | Squadra 2        |
| 1ª giornata      | 1ª giornata | 1ª giornata      |
| ---------------- | ----------- | ---------------- |
| Bayer Leverkusen | 4 - 0       | Häcken           |
| Qarabağ          | 1 - 0       | Molde            |
| 2ª giornata      |             |                  |
| Molde            | 1 - 2       | Bayer Leverkusen |
| Häcken           | 0 - 1       | Qarabağ          |
| 3ª giornata      |             |                  |
| Molde            | 5 - 1       | Häcken           |
| Bayer Leverkusen | 5 - 1       | Qarabağ          |
| 4ª giornata      |             |                  |
| Qarabağ          | 0 - 1       | Bayer Leverkusen |
| Häcken           | 1 - 3       | Molde            |
| 5ª giornata      |             |                  |
| Molde            | 2 - 2       | Qarabağ          |
| Häcken           | 0 - 2       | Bayer Leverkusen |
| 6ª giornata      |             |                  |
| Bayer Leverkusen | 5 - 1       | Molde            |
| Qarabağ          | 2 - 1       | Häcken           |

#### Fase a eliminazione diretta
|  | Spareggi            | Spareggi                  | Spareggi | Spareggi |       |                  | Ottavi di finale | Ottavi di finale | Ottavi di finale    | Ottavi di finale |              |                     | Quarti di finale | Quarti di finale | Quarti di finale | Quarti di finale |          |   | Semifinali | Semifinali | Semifinali | Semifinali |  |  | Finale | Finale |
|  |                     |                           |          |          |       |                  |                  |                  |                     |                  |              |                     |                  |                  |                  |                  |          |   |            |            |            |            |  |  |        |        |
|  | Benfica             | 2                         | 0        | 2        |       |                  | Benfica          | 2                | 1                   | 3                |              |                     |                  |                  |                  |                  |          |   |            |            |            |            |  |  |        |        |
|  | Tolosa              | 1                         | 0        | 1        |       |                  | Rangers          | 2                | 0                   | 2                |              |                     |                  |                  |                  |                  |          |   |            |            |            |            |  |  |        |        |
|  | Tolosa              | 1                         | 0        | 1        |       | Benfica          | Rangers          | 2                | 0                   | 2                | 2            | 0                   | 2 (2)            |                  |                  |                  |          |   |            |            |            |            |  |  |        |        |
|  |                     |                           |          |          |       |                  |                  |                  |                     |                  | 2            | 0                   | 2 (2)            |                  |                  |                  |          |   |            |            |            |            |  |  |        |        |
|  |                     | Olympique Marsiglia (dtr) | 1        | 1        | 2 (4) |                  |                  |                  |                     |                  |              |                     |                  |                  |                  |                  |          |   |            |            |            |            |  |  |        |        |
|  | Šachtar             | Olympique Marsiglia (dtr) | 1        | 1        | 2 (4) | 2                | 1                | 3                | Olympique Marsiglia | 4                | 1            | 5                   |                  |                  |                  |                  |          |   |            |            |            |            |  |  |        |        |
|  | Šachtar             |                           |          |          |       | 2                | 1                | 3                | Olympique Marsiglia | 4                | 1            | 5                   |                  |                  |                  |                  |          |   |            |            |            |            |  |  |        |        |
|  | Olympique Marsiglia | 2                         | 3        | 5        |       |                  | Villarreal       | 0                | 3                   | 3                |              |                     |                  |                  |                  |                  |          |   |            |            |            |            |  |  |        |        |
|  | Olympique Marsiglia | 2                         | 3        | 5        |       |                  |                  |                  |                     | 3                |              | Olympique Marsiglia | 1                | 0                | 1                |                  |          |   |            |            |            |            |  |  |        |        |
|  |                     |                           |          |          |       |                  |                  |                  |                     |                  |              |                     |                  |                  |                  |                  |          |   |            |            |            |            |  |  |        |        |
|  |                     | Atalanta                  | 1        | 3        | 4     |                  |                  |                  |                     |                  |              |                     |                  |                  |                  |                  |          |   |            |            |            |            |  |  |        |        |
|  | Galatasaray         | Atalanta                  | 1        | 3        | 4     | 3                | 1                | 4                |                     |                  | Sparta Praga | 1                   | 1                | 2                |                  |                  |          |   |            |            |            |            |  |  |        |        |
|  | Galatasaray         |                           |          |          |       | 3                | 1                | 4                |                     |                  | Sparta Praga | 1                   | 1                | 2                |                  |                  |          |   |            |            |            |            |  |  |        |        |
|  | Sparta Praga        | 2                         | 4        | 6        |       |                  | Liverpool        | 5                | 6                   | 11               |              |                     |                  |                  |                  |                  |          |   |            |            |            |            |  |  |        |        |
|  | Sparta Praga        | 2                         | 4        | 6        |       | Liverpool        | Liverpool        | 5                | 6                   | 11               | 0            | 1                   | 1                |                  |                  |                  |          |   |            |            |            |            |  |  |        |        |
|  |                     |                           |          |          |       |                  |                  |                  |                     |                  | 0            | 1                   | 1                |                  |                  |                  |          |   |            |            |            |            |  |  |        |        |
|  |                     | Atalanta                  | 3        | 0        | 3     |                  |                  |                  |                     |                  |              |                     |                  |                  |                  |                  |          |   |            |            |            |            |  |  |        |        |
|  | Young Boys          | Atalanta                  | 3        | 0        | 3     | 1                | 1                | 2                | Sporting Lisbona    | 1                | 1            | 2                   |                  |                  |                  |                  |          |   |            |            |            |            |  |  |        |        |
|  | Young Boys          |                           |          |          |       | 1                | 1                | 2                | Sporting Lisbona    | 1                | 1            | 2                   |                  |                  |                  |                  |          |   |            |            |            |            |  |  |        |        |
|  | Sporting Lisbona    | 3                         | 1        | 4        |       |                  | Atalanta         | 1                | 2                   | 3                |              |                     |                  |                  |                  |                  |          |   |            |            |            |            |  |  |        |        |
|  | Sporting Lisbona    | 3                         | 1        | 4        |       |                  |                  |                  |                     |                  |              |                     |                  |                  |                  |                  | Atalanta | 3 |            |            |            |            |  |  |        |        |
|  |                     |                           |          |          |       |                  |                  |                  |                     |                  |              |                     |                  |                  |                  |                  |          |   |            |            |            |            |  |  |        |        |
|  |                     | Bayer Leverkusen          | 0        |          |       |                  |                  |                  |                     |                  |              |                     |                  |                  |                  |                  |          |   |            |            |            |            |  |  |        |        |
|  | Milan               | Bayer Leverkusen          | 0        | 3        | 2     | 5                |                  |                  | Milan               | 4                | 3            | 7                   |                  |                  |                  |                  |          |   |            |            |            |            |  |  |        |        |
|  | Milan               |                           |          | 3        | 2     | 5                |                  |                  | Milan               | 4                | 3            | 7                   |                  |                  |                  |                  |          |   |            |            |            |            |  |  |        |        |
|  | Rennes              | 0                         | 3        | 3        |       |                  | Slavia Praga     | 2                | 1                   | 3                |              |                     |                  |                  |                  |                  |          |   |            |            |            |            |  |  |        |        |
|  | Rennes              | 0                         | 3        | 3        |       | Milan            | Slavia Praga     | 2                | 1                   | 3                | 0            | 1                   | 1                |                  |                  |                  |          |   |            |            |            |            |  |  |        |        |
|  |                     |                           |          |          |       |                  |                  |                  |                     |                  | 0            | 1                   | 1                |                  |                  |                  |          |   |            |            |            |            |  |  |        |        |
|  |                     | Roma                      | 1        | 2        | 3     |                  |                  |                  |                     |                  |              |                     |                  |                  |                  |                  |          |   |            |            |            |            |  |  |        |        |
|  | Feyenoord           | Roma                      | 1        | 2        | 3     | 1                | 1                | 2 (2)            | Roma                | 4                | 0            | 4                   |                  |                  |                  |                  |          |   |            |            |            |            |  |  |        |        |
|  | Feyenoord           |                           |          |          |       | 1                | 1                | 2 (2)            | Roma                | 4                | 0            | 4                   |                  |                  |                  |                  |          |   |            |            |            |            |  |  |        |        |
|  | Roma (dtr)          | 1                         | 1        | 2 (4)    |       |                  | Brighton         | 0                | 1                   | 1                |              |                     |                  |                  |                  |                  |          |   |            |            |            |            |  |  |        |        |
|  | Roma (dtr)          | 1                         | 1        | 2 (4)    |       |                  |                  |                  |                     | 1                |              | Roma                | 0                | 2                | 2                |                  |          |   |            |            |            |            |  |  |        |        |
|  |                     |                           |          |          |       |                  |                  |                  |                     |                  |              |                     |                  |                  |                  |                  |          |   |            |            |            |            |  |  |        |        |
|  |                     | Bayer Leverkusen          | 2        | 2        | 4     |                  |                  |                  |                     |                  |              |                     |                  |                  |                  |                  |          |   |            |            |            |            |  |  |        |        |
|  | Braga               | Bayer Leverkusen          | 2        | 2        | 4     | 2                | 3                | 5                |                     |                  | Qarabağ      | 2                   | 2                | 4                |                  |                  |          |   |            |            |            |            |  |  |        |        |
|  | Braga               |                           |          |          |       | 2                | 3                | 5                |                     |                  | Qarabağ      | 2                   | 2                | 4                |                  |                  |          |   |            |            |            |            |  |  |        |        |
|  | Qarabağ (dts)       | 4                         | 2        | 6        |       |                  | Bayer Leverkusen | 2                | 3                   | 5                |              |                     |                  |                  |                  |                  |          |   |            |            |            |            |  |  |        |        |
|  | Qarabağ (dts)       | 4                         | 2        | 6        |       | Bayer Leverkusen | Bayer Leverkusen | 2                | 3                   | 5                | 2            | 1                   | 3                |                  |                  |                  |          |   |            |            |            |            |  |  |        |        |
|  |                     |                           |          |          |       |                  |                  |                  |                     |                  | 2            | 1                   | 3                |                  |                  |                  |          |   |            |            |            |            |  |  |        |        |
|  |                     | West Ham Utd              | 0        | 1        | 1     |                  |                  |                  |                     |                  |              |                     |                  |                  |                  |                  |          |   |            |            |            |            |  |  |        |        |
|  | Lens                | West Ham Utd              | 0        | 1        | 1     | 0                | 2                | 2                | Friburgo            | 1                | 0            | 1                   |                  |                  |                  |                  |          |   |            |            |            |            |  |  |        |        |
|  | Lens                |                           |          |          |       | 0                | 2                | 2                | Friburgo            | 1                | 0            | 1                   |                  |                  |                  |                  |          |   |            |            |            |            |  |  |        |        |
|  | Friburgo (dts)      | 0                         | 3        | 3        |       |                  | West Ham Utd     | 0                | 5                   | 5                |              |                     |                  |                  |                  |                  |          |   |            |            |            |            |  |  |        |        |

##### Spareggi
| Squadra 1   | Totale          | Squadra 2           | Andata | Ritorno     |
| ----------- | --------------- | ------------------- | ------ | ----------- |
| Feyenoord   | 2 - 2 (2-4 dtr) | Roma                | 1 - 1  | 1 - 1 (dts) |
| Milan       | 5 - 3           | Rennes              | 3 - 0  | 2 - 3       |
| Lens        | 2 - 3           | Friburgo            | 0 - 0  | 2 - 3 (dts) |
| Young Boys  | 2 - 4           | Sporting Lisbona    | 1 - 3  | 1 - 1       |
| Benfica     | 2 - 1           | Tolosa              | 2 - 1  | 0 - 0       |
| Braga       | 5 - 6           | Qarabağ             | 2 - 4  | 3 - 2 (dts) |
| Galatasaray | 4 - 6           | Sparta Praga        | 3 - 2  | 1 - 4       |
| Šachtar     | 3 - 5           | Olympique Marsiglia | 2 - 2  | 1 - 3       |

##### Ottavi di finale
| Squadra 1           | Totale | Squadra 2        | Andata | Ritorno |
| ------------------- | ------ | ---------------- | ------ | ------- |
| Sparta Praga        | 2 - 11 | Liverpool        | 1 - 5  | 1 - 6   |
| Olympique Marsiglia | 5 - 3  | Villarreal       | 4 - 0  | 1 - 3   |
| Roma                | 4 - 1  | Brighton         | 4 - 0  | 0 - 1   |
| Benfica             | 3 - 2  | Rangers          | 2 - 2  | 1 - 0   |
| Friburgo            | 1 - 5  | West Ham Utd     | 1 - 0  | 0 - 5   |
| Sporting Lisbona    | 2 - 3  | Atalanta         | 1 - 1  | 1 - 2   |
| Milan               | 7 - 3  | Slavia Praga     | 4 - 2  | 3 - 1   |
| Qarabağ             | 4 - 5  | Bayer Leverkusen | 2 - 2  | 2 - 3   |

##### Quarti di finale
| Squadra 1        | Totale          | Squadra 2           | Andata | Ritorno     |
| ---------------- | --------------- | ------------------- | ------ | ----------- |
| Milan            | 1 - 3           | Roma                | 0 - 1  | 1 - 2       |
| Liverpool        | 1 - 3           | Atalanta            | 0 - 3  | 1 - 0       |
| Bayer Leverkusen | 3 - 1           | West Ham Utd        | 2 - 0  | 1 - 1       |
| Benfica          | 2 - 2 (2-4 dtr) | Olympique Marsiglia | 2 - 1  | 0 - 1 (dts) |

##### Semifinali
| Squadra 1           | Totale | Squadra 2        | Andata | Ritorno |
| ------------------- | ------ | ---------------- | ------ | ------- |
| Olympique Marsiglia | 1 - 4  | Atalanta         | 1 - 1  | 0 - 3   |
| Roma                | 2 - 4  | Bayer Leverkusen | 0 - 2  | 2 - 2   |

##### Finale
| Arbitro: | István Kovács |

|                       |           |  |
| Lookman 12’, 26’, 75’ | Marcatori |  |

| Atalanta | Bayer Leverkusen |

| P                    | 1  | Juan Musso           |     |       |
| D                    | 19 | Berat Djimsiti       | 22’ |       |
| D                    | 4  | Isak Hien            |     |       |
| D                    | 23 | Sead Kolašinac       |     | 46’   |
| C                    | 77 | Davide Zappacosta    | 60’ | 84’   |
| C                    | 13 | Éderson              |     |       |
| C                    | 7  | Teun Koopmeiners     | 70’ |       |
| C                    | 22 | Matteo Ruggeri       |     | 90+1’ |
| A                    | 17 | Charles De Ketelaere |     | 57’   |
| A                    | 90 | Gianluca Scamacca    | 35’ | 84’   |
| A                    | 11 | Ademola Lookman      |     |       |
| A disposizione:      |    |                      |     |       |
| P                    | 29 | Marco Carnesecchi    |     |       |
| P                    | 31 | Francesco Rossi      |     |       |
| D                    | 2  | Rafael Tolói         |     | 90+1’ |
| D                    | 42 | Giorgio Scalvini     |     | 46’   |
| C                    | 3  | Emil Holm            |     |       |
| C                    | 8  | Mario Pašalić        |     | 57’   |
| C                    | 15 | Marten de Roon       |     |       |
| C                    | 20 | Mitchel Bakker       |     |       |
| C                    | 25 | Michel Adopo         |     |       |
| C                    | 33 | Hans Hateboer        |     | 84’   |
| A                    | 10 | El Bilal Touré       |     | 84’   |
| A                    | 59 | Aleksej Mirančuk     |     |       |
| Allenatore:          |    |                      |     |       |
| Gian Piero Gasperini |    |                      |     |       |

| P               | 17 | Matěj Kovář        |     |     |
| D               | 2  | Josip Stanišić     |     | 46’ |
| D               | 4  | Jonathan Tah       |     |     |
| D               | 12 | Edmond Tapsoba     | 67’ |     |
| C               | 30 | Jeremie Frimpong   |     | 81’ |
| C               | 34 | Granit Xhaka       |     |     |
| C               | 25 | Exequiel Palacios  |     | 68’ |
| C               | 3  | Piero Hincapié     |     |     |
| A               | 10 | Florian Wirtz      | 35’ | 81’ |
| A               | 20 | Alejandro Grimaldo |     | 68’ |
| A               | 21 | Amine Adli         |     |     |
| A disposizione: |    |                    |     |     |
| P               | 1  | Lukas Hradecky     |     |     |
| P               | 36 | Niklas Lomb        |     |     |
| D               | 6  | Odilon Kossounou   |     |     |
| D               | 13 | Arthur             |     |     |
| C               | 7  | Jonas Hofmann      |     |     |
| C               | 8  | Robert Andrich     | 73’ | 68’ |
| C               | 19 | Nathan Tella       |     | 81’ |
| C               | 32 | Gustavo Puerta     |     |     |
| A               | 9  | Borja Iglesias     |     |     |
| A               | 14 | Patrik Schick      |     | 81’ |
| A               | 22 | Victor Boniface    |     | 46’ |
| A               | 23 | Adam Hložek        |     | 68’ |
| Allenatore:     |    |                    |     |     |
| Xabi Alonso     |    |                    |     |     |

| Assistenti arbitrali: Vasile Florin Marinescu (Romania) Mihai Ovidiu Artene (Romania) Quarto ufficiale: Ivan Kružliak (Slovacchia) Assistente di riserva: Branislav Hancko (Slovacchia) VAR: Pol van Boekel (Paesi Bassi) Assistente al VAR: Cătălin Popa (Romania) Supporto al VAR: Rob Dieperink (Paesi Bassi) | Regole dell'incontro - due tempi regolamentari da 45 minuti ciascuno; - due tempi supplementari da 15 minuti ciascuno in caso di parità; - tiri di rigore in caso di ulteriore parità; inizialmente cinque per squadra, e a oltranza fino a spareggio in caso di ulteriore parità; - numero massimo di 23 giocatori per squadra a referto (11 in campo e 12 come potenziali sostituti); - cinque sostituzioni permesse nei tempi regolamentari; una sesta permessa nei tempi supplementari. |

## Classifica marcatori
| Gol |  |  | Giocatore                 | Squadra             |
| --- |  |  | ------------------------- | ------------------- |
| 10  |  |  | Pierre-Emerick Aubameyang | Olympique Marsiglia |
| 7   |  |  | Romelu Lukaku             | Roma                |
| 6   |  |  | João Pedro                | Brighton            |
| 6   |  |  | Gianluca Scamacca         | Atalanta            |
| 5   |  |  | Patrik Schick             | Bayer Leverkusen    |
| 5   |  |  | Michael Gregoritsch       | Friburgo            |
| 5   |  |  | Victor Boniface           | Bayer Leverkusen    |
| 5   |  |  | Mohamed Salah             | Liverpool           |
| 5   |  |  | Fōtīs Iōannidīs           | Panathīnaïkos       |
| 5   |  |  | Darwin Núñez              | Liverpool           |
| 5   |  |  | Viktor Gyökeres           | Sporting Lisbona    |
| 5   |  |  | Ademola Lookman           | Atalanta            |
| 5   |  |  | Mohammed Kudus            | West Ham Utd        |
| 5   |  |  | Juninho                   | Qarabağ             |

## Squadra della stagione
La squadra della stagione è stata selezionata al termine del torneo.
| Ruolo | Naz.                   | Giocatore                 | Squadra             |
| ----- | ---------------------- | ------------------------- | ------------------- |
| P     | Serbia (bandiera)      | Mile Svilar               | Roma                |
| D     | Italia (bandiera)      | Gianluca Mancini          | Roma                |
| D     | Germania (bandiera)    | Jonathan Tah              | Bayer Leverkusen    |
| D     | Albania (bandiera)     | Berat Djimsiti            | Atalanta            |
| C     | Paesi Bassi (bandiera) | Jeremie Frimpong          | Bayer Leverkusen    |
| C     | Paesi Bassi (bandiera) | Teun Koopmeiners          | Atalanta            |
| C     | Svizzera (bandiera)    | Granit Xhaka              | Bayer Leverkusen    |
| C     | Italia (bandiera)      | Matteo Ruggeri            | Atalanta            |
| A     | Germania (bandiera)    | Florian Wirtz             | Bayer Leverkusen    |
| A     | Gabon (bandiera)       | Pierre-Emerick Aubameyang | Olympique Marsiglia |
| A     | Nigeria (bandiera)     | Ademola Lookman           | Atalanta            |

Giocatore del torneo
 Pierre-Emerick Aubameyang ( Olympique Marsiglia)
Miglior giovane
 Florian Wirtz ( Bayer Leverkusen)